# Amtsgericht Nauen

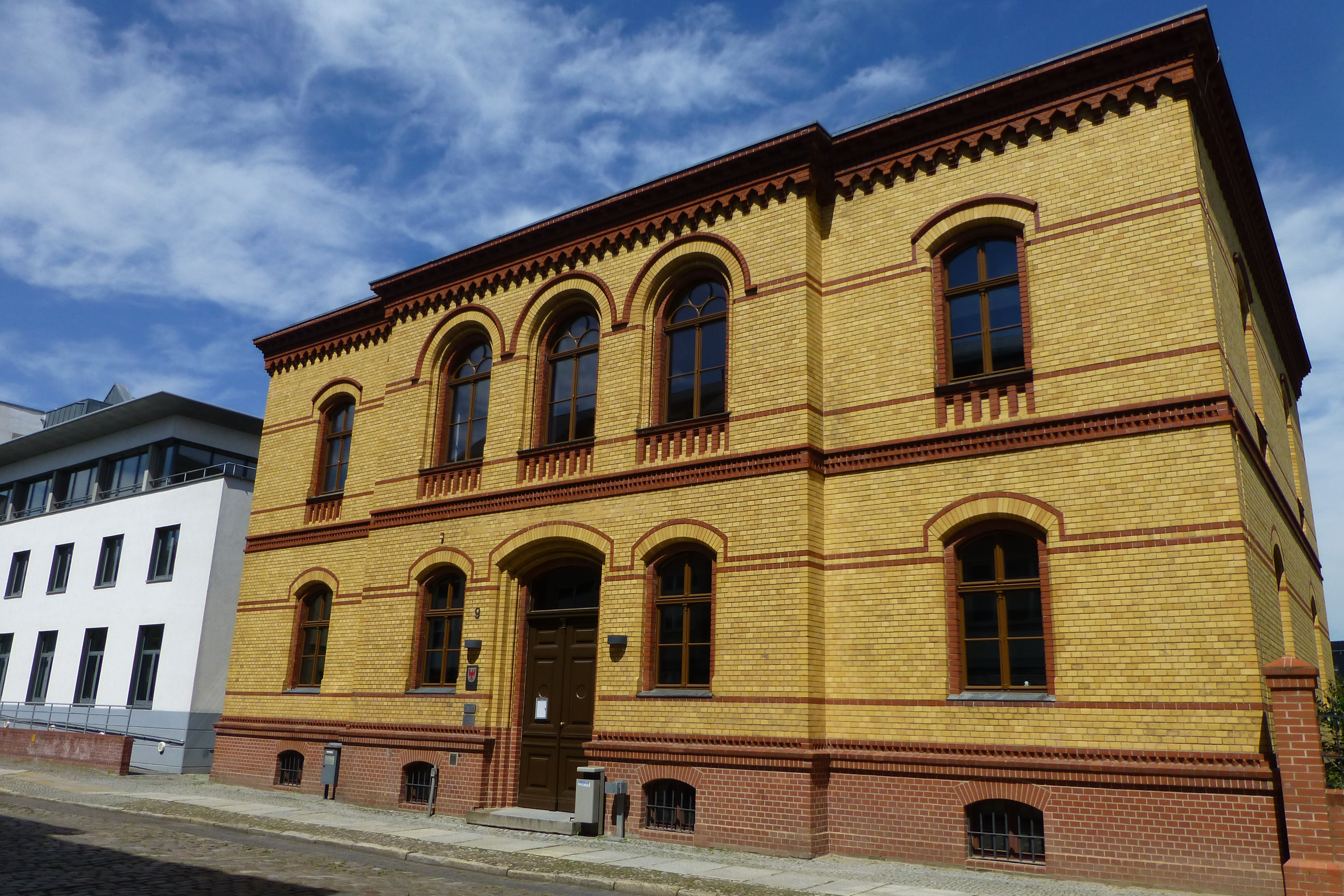
Gebäude des Amtsgerichtes Nauen (2017)

Das Amtsgericht Nauen ist ein Gericht der ordentlichen Gerichtsbarkeit. Es ist eines von sechs Amtsgerichten (AG) im Bezirk des Landgerichtes Potsdam.

## Gerichtssitz und -bezirk
Das Gericht hat seinen Sitz in der Stadt Nauen im Landkreis Havelland. Der rund 662 km² große Gerichtsbezirk erstreckt sich auf das Gebiet der Gemeinden Brieselang, Dallgow-Döberitz, Falkensee, Ketzin/Havel, Nauen, Schönwalde-Glien und Wustermark. In ihm leben mehr als 100.000 Menschen. Seit 1. Januar 2013 ist das AG Nauen Zentrales Vollstreckungsgericht für das Land Brandenburg.

## Übergeordnete Gerichte
Dem Amtsgericht Nauen ist das Landgericht Potsdam übergeordnet. Zuständiges Oberlandesgericht ist das Brandenburgische Oberlandesgericht.

## Geschichte
Im Ergebnis der Revolution von 1848/49 wurde zum 1. April 1849 das Gerichtswesen neu geordnet. In Spandau entstand das Kreisgericht Spandau als Eingangsgericht, welches dem Kammergericht nachgeordnet war. In Nauen entstand eine Zweigstelle des Spandauer Kreisgerichtes, die Gerichtskommission Nauen. Im Rahmen der Reichsjustizgesetze wurden diese Gerichte aufgehoben und reichsweit einheitlich Oberlandes-, Land- und Amtsgerichte gebildet. Das königlich preußische Amtsgericht Nauen wurde mit Wirkung zum 1. Oktober 1879 als eines von elf Amtsgerichten im Bezirk des Landgerichtes Berlin II im Bezirk des Kammergerichtes gebildet. Der Sitz des Gerichtes war die Stadt Nauen.
Sein Gerichtsbezirk umfasste
- aus dem Landkreis Osthavelland den Stadtbezirk Nauen, die Amtsbezirke Bredow, Buchow-Karpzow, Krämerpfuhl und Perwenitz, den Amtsbezirk Dyrotz ohne den Gemeindebezirk Ragow, den Gemeindebezirk und Gutsbezirk Kartzow aus dem Amtsbezirk Kartzow, den Gemeindebezirk und Gutsbezirk Hertefeld und den Gutsbezirk Kienberg aus dem Amtsbezirk Königshorst sowie den Gemeindebezirk Börnicke aus dem Amtsbezirk Staffelde
- aus dem Landkreis Westhavelland die Amtsbezirke Berge, Groß Behnitz und Tremmen.[3]

Am Gericht bestanden 1880 zwei Richterstellen. Das Amtsgericht war damit ein mittelgroßes Amtsgericht im Landgerichtsbezirk.
Im Jahre 1899 wurde das Amtsgericht Nauen dem Landgericht Berlin III zugeteilt. Mit der Zusammenlegung der Berliner Landgerichte kam das Amtsgericht Nauen 1933 zum Landgericht Berlin. Nach dem Zweiten Weltkrieg wurde das Amtsgericht Nauen dem Landgericht Potsdam zugeordnet. 1952 wurden in der DDR die Amtsgerichte abgeschafft und stattdessen Kreisgerichte gebildet. Nauen kam zum Kreis Nauen, zuständiges Gericht war damit das Kreisgericht Nauen. Das Amtsgericht Nauen wurde aufgehoben. Das Brandenburgische Gerichtsneuordnungsgesetz (BbgGerNeuOG), verkündet als Artikel 1 des Gesetzes zur Neuordnung der ordentlichen Gerichtsbarkeit und zur Ausführung des Gerichtsverfassungsgesetzes im Land Brandenburg vom 14. Juni 1993, verfügte zum 1. Dezember 1993 die Fortführung der bestehenden Kreisgerichte als Amtsgerichte, die Fortführung der Bezirksgerichte in Cottbus, Frankfurt (Oder) und Potsdam als Landgerichte und die Errichtung eines weiteren Landgerichtes in Neuruppin. Damit entstand das Amtsgericht Nauen neu.

## Gebäude
Das Gericht ist in der Paul-Jerchel-Straße 9 untergebracht. Das Gebäude steht unter Denkmalschutz. Der zweigeschossige Ziegelbau mit Walmdach wurde 1879–1882 erbaut und von Heinrich von Lancizolle entworfen.